# Tiếng Greenland
Tiếng Greenland là một ngôn ngữ Eskimo–Aleut được sử dụng bởi chừng 57.000 người Inuit Greenland tại Greenland. Nó có quan hệ rất gần với những ngôn ngữ Inuit tại Canada như Inuktitut. Phương ngữ chính, Kalaallisut hay Tây Greenland, đã là ngôn ngữ chính thức của Vùng Tự trị Greenland từ năm 2009; đây là một quyết định của Naalakkersuisut (chính phủ Greenland) để bảo tồn ngôn ngữ bản địa, giảm bớt ảnh hưởng của tiếng Đan Mạch. Phương ngữ thứ hai là Tunumiit oraasiat hay Đông Greenland. Inuktun hay Eskimo vùng cực, là một phương ngữ của Inuktitut, được khoảng một 1.000 người Inughuit tại Greenland dùng.
Tiếng Greenland là một ngôn ngữ hỗn nhập, cho phép tạo nên những từ dài bằng cách nối những gốc từ và hậu tố tại với nhau.